# Kohányi Tihamér
Kohányi és trócsányi Kohányi Tihamér (Magyarraszlavica, Sáros vármegye, 1863. március 22. – Cleveland, Ohio, 1913. március 10.) magyar hírlapíró, lapszerkesztő, a clevelandi magyar nyelvű Szabadság című lap alapítója és főszerkesztője több mint húsz éven át.

## Életpályája
Kohányi Gusztáv trócsányi (Sáros vármegye) birtokos és Dobay Gabriella fia, Kohányi Gyula szerkesztőnek unokatestvére. Gimnáziumi tanulmányait Eperjesen végezte, az érettségi vizsga után két évig jogászgyakornok volt, majd a Sárosmegyei Közlöny munkatársa lett. Később több helységben volt vidéki hírlapíró, így Nyíregyházán a Nyirvidéknél; 1885. novembertől az Újpest és Vidékét szerkesztette, közben az Egyetértésnek is munkatársa volt.
Az 1880-as évek végén visszatért az eperjesi jogakadémiába; de mielőtt végzett volna, kivándorolt Amerikába. 1889 őszén érkezett Brémába, zsebében 80 dollár, bőröndjében egy öltözet ruha, néhány ing és 24 gallér, ezzel a „vagyonnal” hajózott be az Újvilág felé tartó óceánjárók egyikén, a Lloyd társaság „Saale” nevű gőzhajójának fedélközén, s egy ideig az amerikai Magyar Nemzetőr levelezője volt.
1891-ben Clevelandban (Ohio) megalapította és szerkesztette a Szabadság című hetilapot, melyből hamarosan napilap lett, haláláig ezt szerkesztette és szervezte az USA-ban élő emigráns magyarok közösségi életét, 1902-ben felállították a clevelandi Kossuth szobrot, ebben nagy érdeme volt kohányi lapjának és szervező munkájának. Tartotta a kapcsolatot főleg a magyarországi Függetlenségi és Negyvennyolcas Párttal, s annak tagjával, majd elnökével, Kossuth Ferenccel, majd Apponyi Albert politikussal. Kohányi és az amerikai magyar emigráció többsége Kossuth Lajos szabadság eszményeit tisztelte, szabadnak, függetlennek szerették volna látni szülőhazájukat éppen úgy, mint befogadó hazájukat, az Amerikai Egyesült Államokat. A maguk módján ezért sokat tettek, az újságírók tollal, a többi amerikai magyar emigráns adományokkal, nagy reményeket fűztek Kossuth Ferenc működéséhez, de gyakran csalatkozniok kellett. Például 1906-ban a budapesti Washington-szobor felavatása után Kossuth Ferenc, mint kereskedelmi miniszter megvonta Kohányi Szabadság című lapjának postai szállítási jogát a magyar szent korona országainak területére. Természetesen nem volt ez ennyire egyszerű, a Szabadság szerkesztője tudni vélte, hogy az Amerikai Egyesült Államokban működő osztrák-magyar nagykövetség nyomása van az esemény mögött.
Tény, hogy Kohányi kalandos fiatalsága, fiatalkori újságírói tapasztalatai Clevelandben, a Szabadság szerkesztésében kamatoztak. Ez az egész nagy vállalkozás azonban nem jött volna létre, ha egy 600 dolláros kezdeti kölcsön megszerzésével nem segít neki Rózsafy Mátyás magyar szabadságharcos emigráns, az amerikai polgárháború katonája és az amerikai emigránsok közösségeinek szervezője. Rózsafy segített, megvolt a kezdőtőke, ezután a részvényesek is fizettek. Amerikába főleg az 1880-as évektől folyamatosan jöttek a magyar bevándorlók, a Szabadság című lap, a New York-i Magyar Népszava, az emigránsok által szervezett társaságok, a működő magyar református, katolikus és görög-katolikus egyházak sokat segítettek nekik az eligazodásban, a beilleszkedésben.
Kohányi már kezdettől fogva évente tartalmas naptárt adott közre, színdarabokat, s regényt is írt. Pittsburghban az amerikai lapokban is küzdött a magyar becsületért, az amerikai magyarok igazáért. Önzetlenül kiállt amellett, hogy ne használják ki a magyarok jóhiszeműségét, becsületességét. Ahogyan nőtt a jó híre, éppen úgy szaporodnak ellenfelei, elvették a nyomdáját, de ő dolgozott tovább, négy év múltán ismét lett nyomdája.
1906-ban, a darabont korszak idején megalapította a Magyar Szövetséget, forradalmi célokra indított gyűjtést. Levelezésben állt Apponyival, Kossuth Ferenccel, Justh Gyulával, Ugron Gáborral.
1909 szeptemberében megvette a Magyar Napilapot és beolvasztotta a Szabadságba. 1911. december 21-én megjelentette a Szabadság hatalmas húszesztendős jubileumi számát. Munkatársai, barátai díszlakomát rendeztek Kohányi tiszteletére, e díszlakomát megtisztelte jelenlétével az Amerikai Egyesült Államok elnöke, William Howard Taft. Az amerikai vezetés is értékelte Kohányi magyar emigránsok körében végzett munkáját, amellyel mintegy sokat segített az amerikai köz- és civil életben. S igaz, hogy Isten és a magyarság volt Kohányi szívének közepében, de soha nem feledkezett meg a befogadó haza, az Amerikai Egyesült Államok iránt érzett háláról és az ottani szabadságszeretetről.
Barátai, munkatársai voltak a kemény üzleti környezetben, Horváth József, a Szabadság New York-i üzletvezetője és Kováchy M. György. Bárándy Oszkár orvos, Csurgovics József, Csopey Béla és Csopey Gábor görögkatolikus lelkészek, Szepessy Gyula clevelandi plébános, Pesty Gyula, a fiatalon elhalt újságíró, Kende Géza újságíró, Szepessy L. József és Hámory Gusztáv bankárok, Németh János és élete utolsó éveiben az „öreg amerikás”, Warm Vilmos.
1912-ben Magyarországból vitt magának feleséget, orsóczi-trocsányi Klósz Bertát. De mit hoz a sors, Kohányi Tihamér pályájának zenitjén összeomlott, pár hónapig még vergődött a kórházi ágyon, 1913 március 10-én meghalt. Kende Géza elbeszélése szerint felesége családi sírboltjába helyezték örök nyugalomra.

## Szellemi végrendelete
Kende Géza nyomán idézünk Kohányi Tihamér szellemi végrendeletéből, amelyet 1912. december 15-én halálos ágyán mondott tollba:
... Tartsatok össze, segítsétek egymást és ne feledje az amerikai magyar soha, ha száz évig él is ebben az új világban és ha legőszintébb, jó polgára is ennek a fogadott hazának, melynek én is hűséges polgára vagyok, ne feledje a magyar szülő hazát. Nagyon ránk szorul az most is, csak nem tudja, nem veszi észre, de jöhet idő, amikor még jobban rászorul majd az amerikai magyarságra. Én már nem érem azt meg, de ti talán igen. Menjetek akkor a segítségére, még ha mostoha volt is hozzátok. Írjátok meg, hogy ezt kérette általatok a halálos ágyán a haldokló Kohányi Tihamér.

## Kötetei
- Szabadság képes naptára 1992 / szerk. Kohányi Tihamér. Cleveland; Szabadság ny. 1991-.
- Az amerikai magyarság múltja, jelene és jövője : a Szabadság tízéves jubileumára szerk. és kiad. Kohányi Tihamér. Cleveland, 1901. 56 p.
- Angol nyelvmester : The English Language Master /szerző Tihamér Kohányi. Cleveland; Szabadság, 1909. 512 p.; 496 p; 1.,2. és 3. kiad. ugyanabban az évben.
- Az amerikai magyarok helyzete /szerző Kohányi Tihamér. Budapest, 1907.